# Représentations diplomatiques des Seychelles

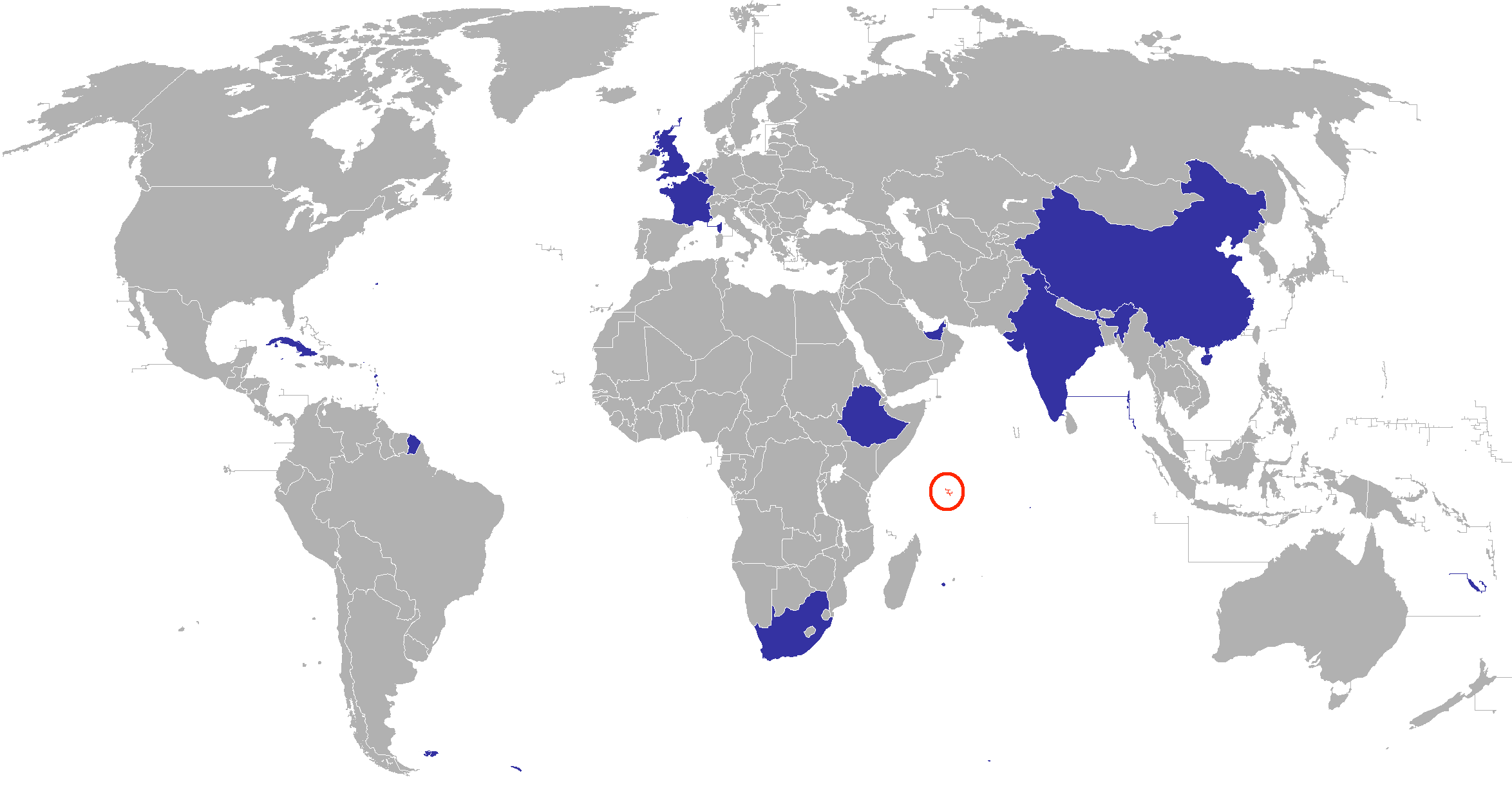
Missions diplomatiques des Seychelles.

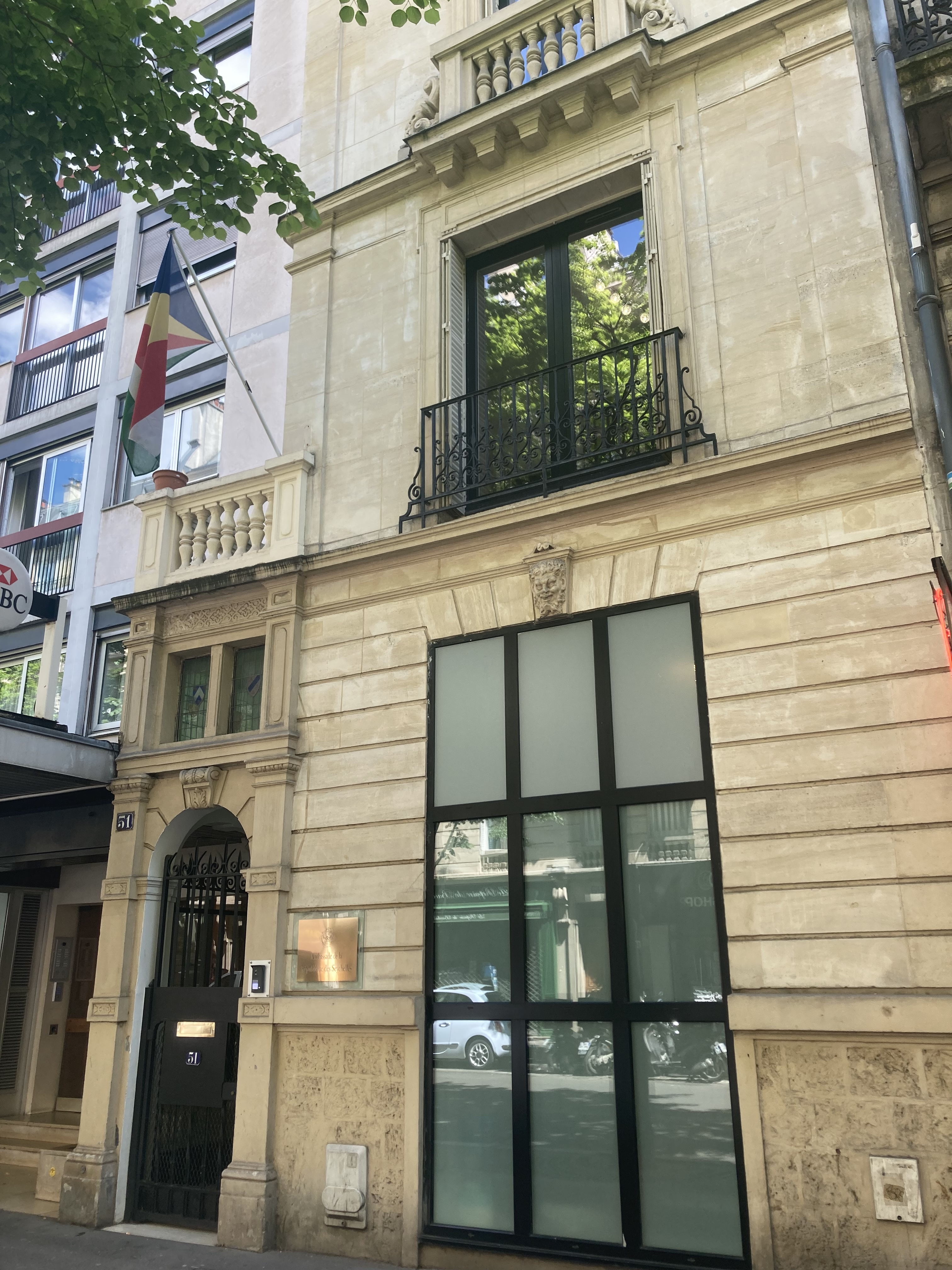
Ambassade des Seychelles à Paris.

Cet article liste les représentations diplomatiques des Seychelles à l'étranger, en excluant les consulats honoraires.

## Afrique
- Afrique du Sud
  - Pretoria (haute commission)
- Éthiopie
  - Addis-Abeba (ambassade)

## Asie
- Chine
  - Pékin (ambassade)
  - Shanghai (consulat-général)
- Émirats arabes unis
  - Abou Dabi (ambassade)
- Inde
  - Delhi (haute commission)

## Europe
- Belgique
  - Bruxelles (ambassade)
- France
  - Paris (ambassade)
- Royaume-Uni
  - Londres (haute commission)

## Organisations internationales
- Genève (mission auprès de l'ONU)
- New York (mission auprès de l'ONU)